# Le Thoronet
Le Thoronet – miejscowość i gmina we Francji, w regionie Prowansja-Alpy-Lazurowe Wybrzeże, w departamencie Var.
Według danych na rok 1990 gminę zamieszkiwały 1163 osoby, a gęstość zaludnienia wynosiła 31 osób/km² (wśród 963 gmin regionu Prowansja-Alpy-W. Lazurowe Le Thoronet plasuje się na 354. miejscu pod względem liczby ludności, natomiast pod względem powierzchni na miejscu 239.).

## Zabytki
- klasztor cysterski założony w 1136[1] przez Rajmunda IV z Tuluzy, którego budowę w stylu romańskim ukończono około roku 1200. W roku 1514[1] w klasztorze mieszkało już jedynie siedmiu mnichów, ale w XVIII wieku przebudowano chór w stylu barokowym. Obecny kształt klasztor zawdzięcza XIX-wiecznemu architektowi, Henri Antoine Révoilowi.